# Paesaggio dopo la battaglia (album)
| Recensione | Giudizio |
| ---------- | -------- |
| OndaRock   |          |
| Rockol     |          |

Paesaggio dopo la battaglia è un album in studio del cantautore italiano Vasco Brondi, pubblicato il 10 maggio 2021; è il primo, di inediti, col suo nome, dopo la fine del progetto Le luci della centrale elettrica.

## Tracce
Testi e musiche sono di Vasco Brondi, eccetto dove indicato.
1. 26000 giorni – 2:47
2. Ci abbracciamo – 3:24 (testo: Vasco Brondi – musica: Aurora Bauza Soler, Vasco Brondi e Pere Jou Santacreu)
3. Città aperta – 3:49
4. Paesaggio dopo la battaglia – 3:15
5. Mezza nuda – 3:11 (testo: Vasco Brondi – musica: Vasco Brondi e Federico Dragogna)
6. Due animali in una stanza – 3:06 (musica: Vasco Brondi, Federico Dragogna e Angelo Raffaele Trabace)
7. Adriatico – 3:23
8. Luna crescente – 2:14
9. Chitarra nera – 4:58 (testo: Vasco Brondi – musica: Vasco Brondi e Federico Dragogna)
10. Il sentiero degli Dei – 2:55 (testo: Vasco Brondi – musica: Vasco Brondi e Riccardo Onori)

## Classifiche
| Classifica (2021) | Posizione massima |
| ----------------- | ----------------- |
| Italia            | 3                 |
| Italia (vinili)   | 2                 |